# Ван де Графф, Ян
Ян ван де Графф (нидерл. Jan van de Graaff, род. 24 сентября 1944) — голландский спортсмен, гребец, бронзовый призёр Летних Олимпийских игр 1964 года.

## Биография
На летних Олимпийских играх 1964 года в Токио ван де Графф принимал участие в составе голландской команды четвёрок с рулевым. В финальном заплыве его команда стартовали четвёртой и смогли занять одну позицию выше, обогнав соперников из Польши после прохождения отрезка дистанции в 500 м. В итоге, с результатом 07:06.460 они заняли третье место, уступив первенство соперникам из Италии (07:02.840 — 2е место) и Германии (07:00.440 — 1е место).
Золотая медаль в активе ван де Граффа была добыта на чемпионате мира 1966 года в Бледе, где он принимал участие в составе двоек распашных с рулевым. В финальном заплыве голландские гребцы финишировали первыми, обогнав соперников из Франции (2е место) и Италии (3е место).